# 汉斯·克里斯托弗·宾斯旺格
汉斯·克里斯托弗·宾斯旺格（Hans Christoph Binswanger，1929年6月19日—2018年1月18日），瑞士籍经济学家、圣加仑学院（Universität St. Gallen）国民经济学退休教授。他发展了生态税收改革的理念，是一名杰出的货币与增长批判者。

## 生平
宾斯旺格曾分别于苏黎世及基尔学习国民经济学。1956年在苏黎世大学获得了博士学位。
自1969年起，他在瑞士圣加仑大学（当时的圣加仑上学院）教授国民经济学，直至1994年退休。1967至1992年间，他领导了该大学的国民经济研究组（FGN-HSG）。1992至1995年，他是新建的圣加仑大学经济与生态研究所（IWÖ-HSG）所长。德意志银行现任总裁约瑟夫·阿克曼（Josef Ackermann）的博士论文，就是在宾斯旺格教授的指导下完成的。

## 研究重点
宾斯旺格是个主流经济学的批判者。其研究领域涉及环境与资源经济学、货币理论、经济理论史以及欧洲一体化。自1960年代起，其主要兴趣都集中在经济与生态之间的关系上。
在其研究生涯中，他经常超越学科自身的樊篱，因此其著作也获得了广泛的受众。《货币与魔法》（Geld und Magie）便是其中之一。在这本书中他详细阐述了《浮士德》在货币理论的意义上带给人们的启示。
《增长螺旋》(Wachstumsspirale)代表了他学术上的最高成就。在这本书中，他对主流的货币与增长理论做了系统性的反思与批判。在他看来，货币创造一方面成为经济增长的动力，另一方面又导致了所谓的“增长强制”(Wachstumszwang)：“增长无法停歇”。以宾斯旺格看来，稳态或零增长在现行的经济体系下是无法实现的。他认为全球的必要经济增长率是1.8%。